# Eliana (álbum de 2001)
Eliana é o nono álbum de estúdio da apresentadora e cantora brasileira Eliana, lançado em 15 de agosto de 2001 pelas gravadoras BMG e RCA (atual Sony Music Brasil).
O álbum, produzido por Guto Graça Mello e dirigido artisticamente por Jorge Davidson, foi gravado no estúdio Blue Studios, no Rio de Janeiro, e no Estúdio Anonimato, em São Paulo, e apresenta uma seleção de canções voltadas para o público infantil, incluindo versões de músicas populares e composições originais. O projeto gráfico contou com ilustrações de Ale Abreu e fotografias de Chico Audi. 
Destaques incluem a versão em português de "A Whole New World" do filme Aladdin, de 1992, da Disney, interpretada em dueto com o cantor Alexandre Pires, e as canções Sailor Moon (Guerreiras da Lua)", "A Galinha Magricela" e "O Elefante e a Formiguinha" para as quais foram feitos videoclipes exibidos no programa da artista na Record, o Eliana & Alegria.
Comercialmente, o álbum foi bem-sucedido, tendo um dos melhores desempenhos comerciais de Eliana nos anos de 2000. Foram vendidas mais de 250 mil cópias no Brasil, o que rendeu a cantora um disco de platina.

## Produção e gravação
A direção artística ficou a cargo de Jorge Davidson, enquanto a produção foi conduzida por Guto Graça Mello. Marcos Quintela atuou como produtor executivo, e a coordenação de produção foi realizada por Sérgio Bittencourt, com a assistência de Celso Lessa e Marinella Galvão.
A gravação e a mixagem ocorreram no Blue Studios, no Rio de Janeiro, sob a supervisão dos engenheiros de gravação Sergio Ricardo e Marcelo Load. Gravações adicionais em Pro Tools foram realizadas por Renato Cezar, com o suporte de Alexandre Maurell, Renato Cezar e Anderson. As gravações de voz foram realizadas no Estúdio Anonimato, em São Paulo, com o engenheiro de gravação Aru, enquanto a mixagem ficou a cargo de Jorge "Gordo" Guimarães.
Marinella Galvão e Sergio Bittencourt foram responsáveis pela pesquisa de repertório, garantindo a seleção de músicas adequadas ao estilo da artista. A masterização do álbum foi realizada por Ricardo Garcia no Magic Master, também no Rio de Janeiro, assegurando a qualidade final do som.
O projeto gráfico do álbum foi criado por Carlos Garcia, com ilustrações de Ale Abreu e fotos de Chico Audi, completando a estética visual do projeto.

## Canções
O trabalho reúne canções feitas para o público infantil, onde se misturam músicas do passado que foram sucessos de vendagem e crítica em suas respectivas épocas de  lançamento e "joias que passaram em branca nuvem" tais como "Bicharia" de Chico Buarque e "A Casa", de Vinicius de Moraes.
"Um Mundo Ideal" é uma versão em português da música "A Whole New World" do filme de 1992 Aladdin da Disney, composta por Alan Menken e escrita por Tim Rice. Ela é uma balada que fala dos personagens principais, Aladdin e Jasmine, sobre o novo mundo que irão descobrir juntos ao montar no tapete mágico de Aladdin. A música ganhou o Oscar de 1993, na categoria de Melhor Canção Original. A versão de Eliana foi gravada no estúdio Anonimato, em São Paulo, e o cantor Daniel era a primeira opção para fazer um dueto com ela. No entanto, como a gravadora do cantor sertanejo era outra (a Warner/Continental), o cantor Alexandre Pires foi o escolhido.
"Tic-Tac do Amor" é uma versão cover do grupo infantil brasileiro Trem da Alegria, lançado em seu segundo álbum de estúdio, de 1986. Segundo o crítico da revista Fórum, a letra da canção "reforça o poder de acreditar nos sonhos, possui caráter positivo e estimula a força interior presente em cada um". O single se tornou uma das canções mais famosas do grupo, e foi regravada por artistas internacionais como os grupos Chiquilladas e La Plaga.
"Coração de Papelão" é uma versão em português da música "Puppy Love", gravada inicialmente pelo cantor canadense Paul Anka com bastante sucesso nas paradas musicais dos Estados Unidos, Reino Unido e Canadá. O cantor Donny Osmond fez um cover em 1972 e repetiu o êxito. Foi a partir da versão de Osmond que Edgard Poças fez a versão cantada por Eliana. Originalmente, foi lançada em 1987, pela dupla de cantores mirins Jair Oliveira e Simony (ex-integrantes do grupo Turma do Balão Mágico), em seu álbum de estreia intitulado Jairzinho & Simony, que fez sucesso no Brasil.

## Lançamento e divulgação
A divulgação ocorreu, principalmente, no programa da cantora na Rede Record, o Eliana e Alegria. Em um especial intitulado Especial Eliana & Alegria, a cantora contou com a participação do cantor Alexandre Pires, e cantou com ele o dueto que fizeram para o álbum.

### Videoclipes
Em setembro de 2001, a cantora tinha acabado de gravar o videoclipe para a canção "Sailor Moon (Guerreiras da Lua)", que seria exibido duas semanas depois em seu programa na Record. O videoclipe de temática “espacial”, apresenta Eliana alternando figurinos, um deles bem próximo do utilizado pela Sailor Moon. Durante alguns meses, a música era executada como abertura do programa.
O videoclipe de "A Galinha Magricela" também foi finalizado em setembro de 2001. Sob direção de João Elias Jr., o vídeo foi realizado nos estúdios da Cinevídeo, em São Paulo, e traz a artista se divertindo com crianças em uma granja. O clipe possui animações feitas pelo computador e em massa de modelar, que foram criadas pelos mesmos animadores que fizeram a abertura do programa Caldeirão do Huck, da TV Globo.
Em relação ao clipe de "O Elefante e a Formiguinha" foi lançado como bônus no DVD do disco É Dez de Eliana, de 2002.

## Desempenho comercial
Comercialmente, o álbum tornou-se um sucesso significativo. A Associação Brasileira dos Produtores de Discos (ABPD)  inicialmente certificou-o como disco de ouro após auditoria que confirmou a venda de 100 mil cópias levadas as lojas. Com o aumento das vendas para mais de 150 mil cópias, a artista recebeu o disco de ouro durante seu programa infantil, Eliana e Alegria.
Posteriormente, ao atingir a marca de 250 mil cópias vendidas, o álbum foi certificado como disco de platina. A entrega do prêmio foi feita pelo cantor Alexandre Pires, com quem Eliana realizou o já mencionado dueto da oitava faixa do disco.

## Lista de faixas
- Créditos adaptados do CD Eliana, de 2001.[2]

| N.º            | Título                                       | Compositor(es)                                           | Duração |  |
| 1.             | "O Elefante e a Formiguinha"                 | César Costa Filho, Ronaldo Monteiro de Souza             | 2:42    |  |
| 2.             | "Bola de Cristal"                            | Feio (Sérgio Carrer)                                     | 2:40    |  |
| 3.             | "A Galinha Magricela" (La Gallina Papanatas) | Rosales, Fantamas, versão: Edgard Poças                  | 2:41    |  |
| 4.             | "Bicharia"                                   | Chico Buarque                                            | 2:06    |  |
| 5.             | "Aniversário Do Tatu"                        | Gastão Lamouvier, Carlos Colla                           | 3:36    |  |
| 6.             | "Tic-Tac do Amor"                            | Michael Sullivan, Paulo Massadas                         | 3:51    |  |
| 7.             | "Feito Pião"                                 | Claudio Rabello, Reinaldo Arias                          | 3:49    |  |
| 8.             | "Um Mundo Ideal" (com Alexandre Pires)       | Alan Menken / Ashman Howard / versão: Termo Perple Munch | 2:51    |  |
| 9.             | "Pra Ver se Cola"                            | Michael Sullivan, Paulo Massadas                         | 3:33    |  |
| 10.            | "A Casa"                                     | Vinicius de Moraes                                       | 1:36    |  |
| 11.            | "Coração de Papelão" (Puppy Love)            | Versão: Edgard Poças                                     | 3:03    |  |
| 12.            | "Sailor Moon"                                | Sylvia Massari / Victor Pozas                            | 3:21    |  |
| 13.            | "Todo Dia é Dia de Natal"                    | Michael Sullivan / Dudu Falcão                           | 3:57    |  |
| 14.            | "O Carimbador Maluco" (Plunct Plact Zum)     | Raul Seixas                                              | 2:23    |  |
| Duração total: | Duração total:                               | Duração total:                                           | 42:09   |  |

## Certificações e vendas
| Região | Certificação | Vendas estimadas |
| ------ | ------------ | ---------------- |
| Brasil | Platina      | 250,000          |

## Ligações Externas
- Eliana 2001 no iTunes
- Eliana 2001 no Discogs